# Błażej Krzyształowicz
Błażej Krzyształowicz (Sosnowiec, 24 de setembro de 1987) é um treinador profissional polonês de voleibol.

## Títulos
Clubes
Campeonato Polônia:
- 2017, 2019
- 2018

Supercopa Polônia:
- 2017, 2018, 2020[2]

Copa Polônia:
- 2018